# Volley Soverato
Il Volley Soverato è una società pallavolistica femminile italiana con sede a Soverato.

## Storia
Il Volley Soverato viene fondato nel 1994: nella stagione 2002-03 inizia a partecipare al campionato di Serie B1, categoria nella quale resta per otto stagioni consecutive, posizionandosi sempre nella zona di metà classifica, eccetto nella stagione 2008-09, quando, grazie al terzo posto al termine della regular season, partecipa per la prima volta ai play-off promozione, terminati con l'eliminazione nelle semifinali, e nella stagione 2009-10, dove ottiene in primo posto in classifica e la promozione in Serie A2.
Le prime due annate nella serie cadetta vedono stazionare il club calabrese nelle posizioni di metà classifica: nell'annata 2012-13 partecipa per la prima volta ai play-off promozione, eliminata poi nei quarti di finale, mentre nel campionato 2013-14, dopo il terzo posto in regular season, si ferma alle semifinali dei play-off promozioni, oltre che alle semifinali della Coppa Italia di categoria; nell'annata 2014-15 invece ottiene la salvezza solamente dopo aver disputato i play-out. Durante il campionato 2015-16, oltre all'uscita nelle semifinali dei play-off promozione, raggiunge la finale nella Coppa Italia di Serie A2.
Nelle sette stagioni successive il club, sempre in Serie A2, mantiene una posizione di medio-alta classifica, con numerose partecipazioni ai play-off promozione, mentre nella stagione 2023-24 dopo una regular season terminata all'ottavo posto disputa la pool salvezza chiudendola al settimo posto e retrocedendo in Serie B1. Per la stagione successiva, il club vi rinuncia tuttavia all'iscrizione.

## Rosa 2023-2024
| N° | Nome              | Ruolo | Data di nascita  | Nazionalità sportiva |
| -- | ----------------- | ----- | ---------------- | -------------------- |
| 1  | Karin Barbazeni   | C     | 24 febbraio 1999 | Italia               |
| 2  | Silvia Romanin    | P     | 27 febbraio 2003 | Italia               |
| 3  | Chiara Coccoli    | O     | 5 maggio 2004    | Italia               |
| 4  | Johanna Montero   | O     | 4 agosto 2001    | Rep. Dominicana      |
| 5  | Emma Malinov      | P     | 9 maggio 2003    | Italia               |
| 8  | Gaia Tolotti      | C     | 30 giugno 2003   | Italia               |
| 9  | Anija Jurdža      | S     | 6 dicembre 1999  | Lettonia             |
| 10 | Vittoria Zuliani  | S     | 29 febbraio 2004 | Italia               |
| 12 | Alma Frangipane   | S     | 5 settembre 1996 | Italia               |
| 14 | Giulia Orlandi    | P     | 29 gennaio 2004  | Italia               |
| 15 | Simona Buffo      | S     | 29 agosto 1998   | Italia               |
| 17 | Bibiana Guzin     | C     | 17 agosto 2004   | Italia               |
| 18 | Federica Vittorio | L     | 8 dicembre 1991  | Italia               |
| 34 | Akuabata Okenwa   | O     | 22 luglio 1998   | Stati Uniti          |